# کاترین آلگره
کاترین آلگره (فرانسوی: Catherine Allégret‎؛ زادهٔ ۱۶ آوریل ۱۹۴۶) هنرپیشه و خاطره‌نویس اهل فرانسه است.

## گزیده فیلمشناسی
از فیلم‌هایی که وی در آنها نقش داشته‌است می‌توان به آثار زیر اشاره کرد:
- دوزخ آنری-ژرژ کلوزو (۱۹۶۴)
- لیدی ال (فیلم) (۱۹۶۵)
- حادثه‌ای در ترن (۱۹۶۵)
- تایم تو لیو (فیلم) (۱۹۶۹)
- قارچ (فیلم) (۱۹۷۰)
- آخرین تانگو در پاریس (۱۹۷۲)
- انبارهای سوخته (۱۹۷۳)
- ارکستر سرخ (۱۹۸۹)
- زندگی گلگون (۲۰۰۶)
- دوزخ آنری-ژرژ کلوزو (۲۰۰۹)
- بچه‌های پاریس (فیلم) (۲۰۱۰)
- ناوارو (مجموعه تلویزیونی)(۱۹۸۹ - ۲۰۰۷)